# Arnegunda
Arnegunda, död omkring 565–570 var en frankisk drottning, hustru till Chlothar I och mor till Chilperik I.
Arnegundas grav påträffades 1959 i Klosterkyrkan Saint-Denis, och kunde identifieras genom att den innehöll en signetring med inskriften Arnegundis. Graven innehöll i övrig en rad rika fynd, och delar av klädedräkten var också bevarad.